# Une petite-fille de glace
Pour plus de détails, voir Fiche technique et Distribution.
Une petite-fille de glace (Ледяная внучка, Ledyanaya vnuchka) est un film soviétique réalisé par Boris Rytsarev, sorti en 1980,.

## Fiche technique
- Photographie : Andreï Kirillov
- Décors : Nikolaï Terekhov
- Montage : Lioudmila Drozdova